# Ligne de Montmorillon à Saint-Aigny - Le Blanc
La ligne de Montmorillon à Saint-Aigny - Le Blanc est une ancienne ligne de chemin de fer française, à écartement standard et à voie unique, située sur les départements de la Vienne et de l'Indre.

## Histoire

### Chronologie
- 15 juin 1885, de Montmorillon à La Trimouille,
- 12 août 1888, de La Trimouille au Blanc.

### Origine: section de la ligne de Civray au Blanc
La ligne de Civray au Blanc, qui inclut la section de Montmorillon au Blanc est classée dans le réseau des chemins de fer d'intérêt général par une loi du 31 décembre 1875, puis elle est déclarée d'utilité publique à titre d'intérêt général par une loi du 7 avril 1879. Elle est incluse dans un lot de chemins de fer dénommés : 1° De la ligne de Poitiers à Limoges, près Nouaillé, au Blanc, 2° De Civray à Lussac et de Montmorillon au Blanc, 3° De Confolens à la ligne de Civrey au Blanc.

### Travaux et ouvertures

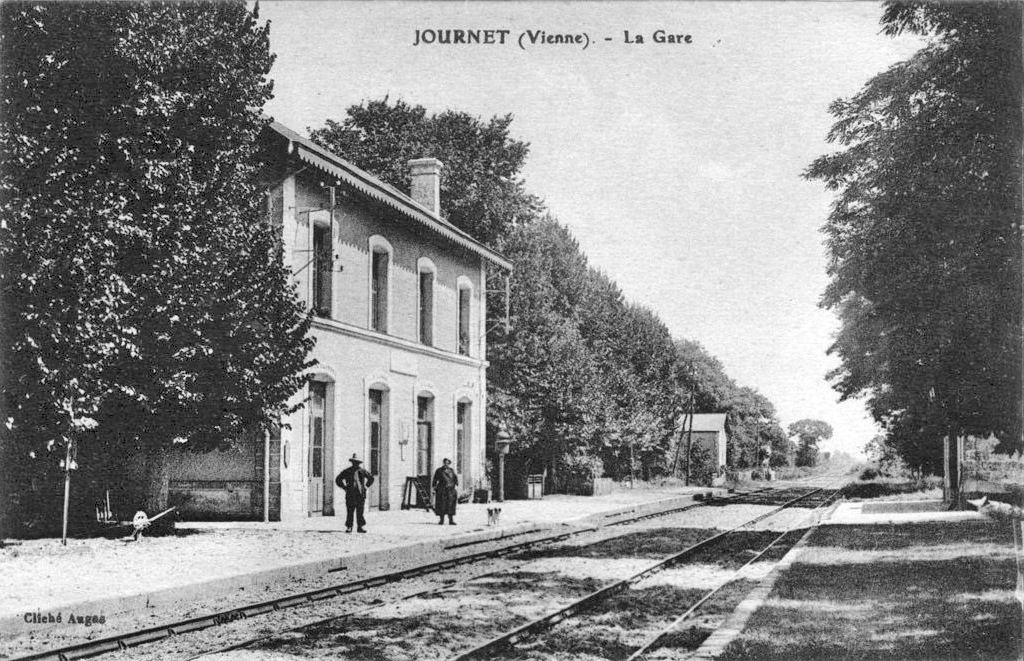
La ligne en gare de Journet vers 1900.

Le projet du tracé et du terrassement, de la partie de la ligne n°2, entre Montmorillon et La Trimouille est approuvé par une décision du 27 mai 1880. Cette même année, l'enquête sur les stations de cette section est ouverte le 14 juin et la commission doit statuer le 25 juin. Il est prévu deux stations à Journet et à La Trimouille. Afin de préparer les adjudications des travaux, des équipes travaillent sur la levée des plans parcellaires. Par contre il reste encore tout à faire sur la section de La Trimouille au Blanc. En avril 1881, le chantier entre Montmorillon et La Trimouille est en cours d'éxécution.
En avril 1985, le conseiller général de la Vienne, M. Demarçay, s'inquiète des annonces d'ouverture toujours repoussées : « En ce qui concerne la ligne de Montmorillon à Trimouille, M. l'ingénieur affirmait en 1882 que la livraison pourrait avoir lieu, si l'administration l'exigeait, vers la fin de l'année 1883. En avril 1884, M. l'ingénieur indiquait une date plus reculée, le mois de juillet 1884. À la session d'août 1884 M. l'ingénieur disait que la ligne pourrait être exploitée vers la fin de l'année 1884. Enfin, cette année, le rapport indique la fin de 1885. Ainsi, de 1883 les ingénieurs ont remis la livraison de la ligne à 1885. ».
La section de Montmorillon à La Trimouille, longue de 16 800 mètres non compris les 1 640 mètres empruntés à la ligne de Poitiers à Limoges, est ouverte à l'exploitation le 15 juin 1885 par la Compagnie du PO. Elle comporte une station intermédiaire à Journet.
La section de La Trimouille au Blanc, longue de 18 kilomètres, est mise en service le 12 août 1888.

### Fermetures
La ligne est fermée au service des voyageurs le 1er mars 1933.
En 1935, la ligne n'est utilisé que par un très faible service de marchandises.

### Déclassements
La section, longue de 15 320 mètres, située entre les PK 17,180 et 32,500 est déclassée le 25 février 1993. La section longue de 2 673 mètres située entre les PK 32,500 et 35,173 est retranchée du réseau ferré national par le décret du 17 octobre 2001.

## Carractéristiques

### Tracé
La ligne débute en gare de Montmorillon qu'elle quitte en direction du sud en parallèle avec la ligne de Mignaloux - Nouaillé à Bersac. les deux lignes franchissent ensemble la Gartempe sur un viaduc juste avant de se débrancher sur la gauche à 1 600 mètres de son point de départ. 
Établie en ligne droite en direction du nord-est, elle infléchit sont parcourt vers la droite pour passer en gare de Journet, installée au sud du bourg. Elle poursuit par un tracé toujours rectiligne jusqu'au lieu-dit la Braudière où elle prend, par une large courbe sur la droite une direction sud-est. À l'est de La Trimouille elle fait une courbe sur la gauche pour remonter vers le nord et passer en gare de La Trimouille, située au nord-est du bourg. Établie sur un axe sud-nord, elle suit un tracé légèrement sinueux qui l'amène à la gare de Liglet, établie au lieu-dit Jemelle, sur la route départementale 32, à environ trois kilomètres du bourg de Liglet.
Toujours en direction du nord, la ligne passe la frontière entre le département de la Vienne et celui de l'Indre. Elle laisse le bourg de Saint-Hilaire-sur-Benaize sur sa droite avant d'infléchir son axe en direction du nord-nord-est par une légère courbe qui l'amène en gare de Saint-Hilaire (Indre), au lieu dit La Gare sur la route départementale D53. Elle traverse l'Anglin sur un viaduc à trois arches, long de 102 mètres. Elle entre par le sud-est sur le territoire de la commune du Blanc avant de rejoindre, croise de niveau la route départementale D975 avant d'entrer en gare de Saint-Aigny - Le Blanc où elle s'embranche sur la ligne de Saint-Benoît au Blanc, avant le viaduc du Blanc sur la Creuse.

### Profil
La ligne dispose d'un profil en dents de scie avec de nombreuses pentes à 12,5 ‰ dans les deux sens. le point haut est situé près de la gare de La Trimouille et le point bas au viaduc sur l'Anglin.

### Ouvrages d'art
Sur le parcours de la ligne il y a deux ouvrages remarquables. Le viaduc sur la Gartempe, long de 94 mètres, et le viaduc sur l'Anglin, long de 102 mètres.